# Капороза (Козенца)
Капороза је насеље у Италији у округу Козенца, региону Калабрија.
Према процени из 2011. у насељу је живело 56 становника. Насеље се налази на надморској висини од 1289 м.